# نادرهمرت
نادرهمرت (به هلندی: Nederhemert) یک منطقهٔ مسکونی در هلند است که در زالت‌بومل واقع شده‌است. نادرهمرت ۱٬۵۱۸ نفر جمعیت دارد.